# Karlheinz Guder
Karlheinz Guder, auch in der Schreibweise Karl-Heinz, (* 10. Juni 1934 in Gelsenkirchen; † 28. Oktober 1969 in  Placentia, Kalifornien) war ein deutsch-amerikanischer Boxer und Krimineller.

## Leben
Nach dem Besuch der Volksschule arbeitete Karlheinz Guder als Schlosser und Maurer. Guder galt als Box-Naturtalent. Bereits mit 15 begann er aktiv zu boxen und bestritt bis 1954 nach eigenen Angaben etwa 150 Amateurkämpfe in den Gewichtsklassen Bantam bis Halbmittelgewicht. Spätere Behauptungen, Karlheinz Guder habe einen deutschen Meistertitel besessen, sind unrichtig, ebenso die Darstellung, er habe als Boxer an den Olympischen Spielen 1952 in Helsinki teilgenommen. Guder war nie Mitglied der deutschen Olympiamannschaft.
1954 erwarb der 20-jährige Guder eine Lizenz als Berufsboxer. Ab 1955 von dem Boxmanager Riethmüller (Sportterrassen Riethmüller Essen) vertreten, absolvierte er bis Mai 1957 in Deutschland und Holland 22 Profikämpfe im Welter- und Mittelgewicht, von denen er 18 gewann, darunter 13 durch K. o. Zu seinen Gegnern gehörten unter anderem Erich Walter, Leo Starosch und Harko Kokmeijer.
1957 ging Karlheinz Guder in die USA. Dort wurde er zunächst von dem Manager- und Trainerduo Al Bachmann und Gunther Duhn vertreten, später vom schillernden Baron Henry von Stumme (der weder Baron noch adelig war). Guder, der als „rauher, aggressiver Schläger“ galt, bestritt in Amerika bis März 1961 27 Kämpfe, von denen er 18 verlor und nur 6 gewinnen konnte. Dabei boxte er unter anderem gegen den späteren Weltergewicht-Champion Don Jordan und Gaspar Ortega. 1961 erhielt Guder, der bis dahin als Boxer etwa 200.000 $ verdient haben soll, die amerikanische Staatsbürgerschaft. Nach einer Kette von 10 Niederlagen und einem Unentschieden galt der 26-Jährige aber in der amerikanischen Boxszene als verbrannt, seine Karriere befand sich am Ende.
Ab 1961 hielt sich Karlheinz Guder in den USA zunächst als Trainer und Sparringspartner über Wasser. Die Gründung eines Unternehmens mit dem Boxer Norbert Grupe scheiterte, da ihnen von den amerikanischen Behörden die Lizenz entzogen wurde. Guder nahm häufig wechselnde Jobs an, so als Maurer, Hilfsarbeiter, Maschinist und sogar als Bankangestellter. Wie viele Boxer der damaligen Zeit hatte er Kontakte zum kriminellen Milieu. Über Straftaten Guders bis 1957 ist nichts bekannt. Seine amerikanische FBI-Karteikarte beinhaltet dagegen bis 1966 18 Einträge krimineller Handlungen, darunter „Angriff mit einer tödlichen Waffe“ und mehrere Raubüberfälle. Nach einem Überfall auf eine Bar in Los Angeles im Juni 1966 wurde Guder festgenommen, aber gegen eine hohe Kaution aus der Haft entlassen. Um sich der Strafverfolgung zu entziehen, floh er nach Paris.
Nach kurzen Aufenthalten in verschiedenen europäischen Großstädten kehrte Karlheinz Guder im Herbst 1966 mittellos nach Deutschland zurück. Im November/Dezember 1966 war er Sparringspartner von Willy Quatuor und Norbert Grupe in Berlin und versuchte ein eigenes Comeback als Boxer, das er aber bereits nach zwei Kämpfen aufgeben musste. Um sich Geld zu beschaffen, knackte er am 17. Dezember 1966 mit einem Komplizen in Minden Automaten, wurde aber sofort festgenommen und im Februar 1967 dafür zu drei Monaten Gefängnis verurteilt. Die Strafe galt als durch die Untersuchungshaft verbüßt. Aber bereits eine Woche später wurde Guder wegen eines Lohngeldraubs erneut verhaftet und im Mai 1967 zu acht Monaten Gefängnis verurteilt. Da er gegen das Urteil Revision einlegte, wurde er bis zur Entscheidung über den Antrag auf freien Fuß gesetzt. Am 5. Juli 1967 überfiel Guder mit zwei Komplizen die Sparkasse in Gohfeld-Wittel, wobei sie 19.500 DM erbeuteten. Guder, der in einem gestohlenen Wohnwagen auf einem Campingplatz bei Gütersloh hauste, wurde bereits am nächsten Tag festgenommen, als er als Anhalter ausgerechnet ein Zivilfahrzeug der Polizei stoppte. Im Dezember 1967 wurde er von der II. Großen Strafkammer des Landgerichts Bielefeld zu einer Gesamtstrafe von siebeneinhalb Jahren Zuchthaus verurteilt. Guders Revisionsantrag wurde im Juni 1968 vom 4. Strafsenat des Bundesgerichtshofes als unbegründet verworfen. Sein im August 1968 gestellter Antrag auf Wiederaufnahme des Verfahrens wurde abgelehnt.
Zur Verbüßung seiner Haftstrafe wurde Karlheinz Guder ins Zuchthaus Remscheid-Lüttringhausen eingeliefert. Am 20. Januar 1969 brach er dort zusammen mit einem Mitgefangenen aus. Von unbekannten Komplizen mit einem Fluchtfahrzeug, Geld und falschen Papieren versorgt, floh Guder über London nach Kalifornien, wo er als naturalisierter Amerikaner vor einer Auslieferung nach Deutschland sicher war. Weder der deutschen Kriminalpolizei, der Illustrierten „Stern“ noch dem FBI gelang es, seinen Aufenthaltsort zu ermitteln. Ende Oktober 1969 wurde der 35-Jährige in Südkalifornien bei einem Raubüberfall auf einen Barbesitzer von diesem mit vier Schüssen niedergestreckt und starb. Karlheinz Guder wurde auf dem Forest Lawn Memorial Park (Glendale) beerdigt.